# Onocryptus alatus
Onocryptus alatus is een pissebed uit de familie Cryptoniscoidea incertae sedis. De wetenschappelijke naam van de soort is voor het eerst geldig gepubliceerd in 1977 door Leonard Peter Schultz.